# Deimos Imaging
Deimos Imaging, subsidiària de la companyia canadenca UrtheCast Corp., és una empresa espanyola especialitzada en sistemes d'observació de la Terra i en productes i serveis de teledetecció. La seva seu central està en Boecillo (Valladolid) i consta d'instal·lacions de control de satèl·lits i de processament en Boecillo (Valladolid) i Puertollano (Ciudad Real). La companyia posseeix i opera els satèl·lits Deimos-1 i Deimos-2.

## Història
L'empresa va ser fundada el 13 de maig de 2007, després de l'acord de col·laboració aconseguit entre Deimos Space i el Laboratori de Teledetecció de la Universitat de Valladolid (LATUV).
Des d'aquest moment es va començar la construcció del seu primer satèl·lit, el Deimos-1; que va comportar altres construccions i millores al seu centre del Parc Tecnològic de Boecillo. La primera d'elles, va arribar en 2007, amb la conclusió de la torre per a l'antena de recepció.
La inauguració de l'Estació de Terra del Deimos-1 va tenir lloc el 6 de juny de 2008 a les 11 del matí amb la presència del president de la Junta de Castella i Lleó, Juan Vicente Herrera, que va acceptar presidir-la.
En juliol de 2009 es va produir el llançament del seu primer satèl·lit, el Deimos-1, des de la base de llançament de coets de Baikonur, Kazakhstan. El 19 de junio de 2014, fue lanzado el satélite Deimos-2.
El 25 de juny de 2015, la canadenca UrtheCast Corp. adquireix els negocis d'observació d'imatges de la Terra de Deimos procedents d'Elecnor, S.A.

## El Deimos-1
Pensat des del mateix moment de la fundació de l'empresa, el satèl·lit Deimos-1, és el primer de Deimos Imaging.
El satèl·lit en qüestió, malgrat la seva reduïda grandària, compta amb un sensor òptic multiespectral, amb resolució de 22 metres i capacitat d'escombratge d'imatges de 600 km.
El satèl·lit està englobat en la constel·lació internacional DMC (Disaster Monitoring Constellation), amb satèl·lits d'altres països, però construïts tots ells per SSTL. La intenció principal del satèl·lit és prendre imatges de desastres naturals, per avaluar els danys i actuar en conseqüència. El satèl·lit ha estat construït reutilitzant la carcassa i sistemes ja ideats per SSTL, i està basat en el concepte del Microsat-100 de Surrey.
El llançament d'aquest satèl·lit es va produir el 29 de juliol de 2009 a les 20:46:23 hora espanyola, des de la base de llançament de coets de Baikonur i la seva primera imatge va ser rebuda el 6 d'agost de 2009.

## El Deimos-2
Deimos-2 va ser llançat en 2014 i dissenyat per a aplicacions d'observació de la Terra de molt alta resolució, que proporciona imatges multiespectrals de 75 cm el píxel. Té capacitat per adquirir imatges amb un angle de fins a 45 graus respecte al nadir i realitzar dues captures en modalitat estèreo en una mateixa passada. És el satèl·lit no governamental de major resolució a Europa.